# José Coelho da Cunha
José Eduardo Coelho da Cunha (Lisboa, Mercês, 5 de março de 1892 – Lisboa, São Vicente de Fora, 19 de maio de 1969) foi um jurista e poeta português.

## Biografia
Pedro Augusto nasceu na freguesia das Mercês, em Lisboa, a 5 de março de 1892, filho de Alfredo da Cunha e Maria Adelaide Coelho da Cunha.
Bacharel em Direito pela Universidade de Coimbra, os seus ascendentes familiares vaticinavam-lhe um futuro promissor como poeta: era neto de José Germano da Cunha e filho de Alfredo da Cunha, ambos, ao tempo, poetas de certa nomeada. Publicou o seu primeiro livro de poesia aos 19 anos, intitulado Terra de Sol.
Casou-se com Maria da Graça dos Santos Coelho da Cunha na Igreja de São Vicente de Fora, em 21 de dezembro de 1963. Faleceu na madrugada de 19 de maio de 1969, em casa, na freguesia de São Vicente de Fora, em Lisboa, de enfarte agudo do miocárdio. Foi sepultado em jazigo de família, no Cemitério do Alto de São João, em Lisboa.

## Publicações
- Terra de Sol (1912)
- Canções da Terra (1913)
- Versos para Gente Moça (1913, em colaboração com Alfredo da Cunha e José Germano da Cunha)
- Vilancetes (1915)
- Cancioneiro d'Amor (1928)
- Livro da Noite (1929)
- Poema das Pedras (1932)
- D. Manuel II (1932)
- Livro das Elegias (1933)
- Saudades de Coimbra (1963)